# Brandy Clark (album)
Brandy Clark è il quarto album in studio omonimo dell'artista di musica country americana Brandy Clark. È stato pubblicato il 19 maggio 2023 dalla Warner Records e segue il suo album del 2020 Your Life Is a Record. Prodotto dal collega artista Brandi Carlile, con cui Clark aveva precedentemente collaborato al singolo del 2020 Same Devil, il progetto contiene undici tracce.

## Produzione
L'album è stato annunciato il 24 marzo 2023, insieme all'uscita del singolo principale, "Buried". In una dichiarazione che accompagna l'annuncio, Clark ha spiegato “questo album è un ritorno a casa per me in molti modi. Musicalmente è la cosa più cruda che sia mai stata dai tempi di 12 Stories e forse anche di più. Quando Brandi e io ci siamo seduti e abbiamo parlato di lavorare insieme, una cosa che mi ha davvero incuriosito è stato il suo dire: "Lo vedo come il tuo ritorno nel nord-ovest". Quel commento mi ha ispirato così tanto. Mi ha riportato a dove e come sono cresciuto. Northwest e She Smoked In The House sono stati entrambi il risultato di quella prima conversazione. Sulla decisione di lavorare con Carlile invece di collaborare nuovamente con Jay Joyce che ha prodotto i suoi due album precedenti, Clark ha espresso che "lavorare con un altro artista di registrazione su questo progetto è stato un tale dono che non sapevo nemmeno di aver bisogno e ho cambiato il modo in cui voglio scrivere canzoni e fare dischi. La mia speranza è che chiunque ascolti questo album senta il cuore che metto in ogni sua nota.”

## Recensioni
Recensendo l'album per AllMusic, l'editore Stephen Thomas Erlewine ha descritto la musica come "empatica al punto che può sembrare quasi invisibile, lasciando che Clark si rilassi e sospiri mentre riconosce le insicurezze e racconta storie di crepacuore, allontanandosi sia dall'arguzia che dalla storia. Canzoni che hanno contribuito a costruire la sua reputazione." e ha dichiarato: "Non è tanto una pausa quanto uno spostamento dell'attenzione: la mano lirica ferma e la voce chiara di Clark sono poste in primo piano, trasmettendo un senso di forza tranquilla che sembra richiamare il tipo di produzione non verniciata fornita da Carlile."

## Tracce
1. Ain't Enough Rocks (featuring Derek Trucks) – 3:11
2. Buried – 3:05
3. Tell Her You Don't Love Her (featuring Lucius) – 3:32
4. Dear Insecurity (featuring Brandi Carlile) – 4:36
5. Come Back to Me – 3:19
6. Northwest – 4:45
7. She Smoked in the House – 2:28
8. Up Above the Clouds (Cecelia's song) – 3:00
9. All Over Again – 3:13
10. Best Ones – 4:01
11. Take Mine – 3:36